# Lilián Illades Aguiar
Lilián Illades Aguiar fue investigadora y académica mexicana, ganadora del Premio Nacional Atanasio G. Saravia, desde 1996 es parte del Sistema Nacional de Investigadores.

## Biografía
Licenciada en Historia por la Benemérita Universidad Autónoma de Puebla (BUAP), Maestra en Historia de México y Doctora en Historia por la Universidad Nacional Autónoma de México (UNAM) con mención honorífica.
Desde 1992 es profesora investigadora del Instituto de Ciencias Sociales y Humanidades (ICSyH); a partir de 1996 se une al cuerpo académico del posgrado en historia del mismo instituto. Es la responsable del cuerpo académico Historia Social del Mundo Urbano en Puebla siglos XVI-XX de la BUAP.
Falleció el 18 de diciembre de 2024.

## Premios
- 1993. Premio Nacional Atanasio G. Saravia, otorgado por el Fomento Cultural Banamex, en la categoría de tesis de licenciatura.
- 1990. Premio Franciso Javier Clavijero, otorgado por el Instituto Nacional de Antropología e Historia (INAH), en el área de Historia.

## Publicaciones
- Garatuza: “Para que conocida mi inocencia y declarada la falsedad de la delación sea yo redimido de esta prisión” . Puebla, Puebla: Benemérita Universidad Autónoma de Puebla (2016).[3]
- Gobierno y vida urbana en Puebla en torno a la Independencia. Puebla: ICSYH-BUAP (Coord, en prensa) (2012).[4]
- Ecos del pregonero. Puebla: ICSYH-BUAP (2010).[5]
- Norma y espacio urbano. Puebla: ICSYH-BUAP (2008).
- La Venta de Cargos y el ejercicio del poder en Indias. León, España, Universidad de León (2007).[6]